# Стил, Теодор Клемент
Теодор Клемент (Климент) Стил (англ. Theodore Clement Steele; 1847—1926) — американский художник-импрессионист.
Много времени уделял общественной деятельности, читал публичные лекции, был в жюри художественных выставок, в частности Всемирной выставки в Париже (1900) и Всемирной выставки в Сент-Луисе (1904), принимал участие в разных художественных объединениях — группы Hoosier Group и общества Society of Western Artists. Теодор Стил был отмечен почётными званиями колледжа Wabash College (1900 год) и Индианского университета (1916 год), он был ассоциированным членом нью-йоркской Национальной академии дизайна c 1913 года.

## Биография
Родился 11 сентября 1847 года в округе Оуэн, штат Индиана. Был старшим сыном в семье Самуила и Харриет Стил. Отец первоначально работал мастером по сёдлам, позже стал фермером. В 1852 году семья переехала в город Waveland округа Монтгомери, штат Индиана, где у Стила проявился интерес к искусству и он начал рисовать. Дом в котором жил  Теодор был включен в Национальный реестр исторических мест в 2003 году.

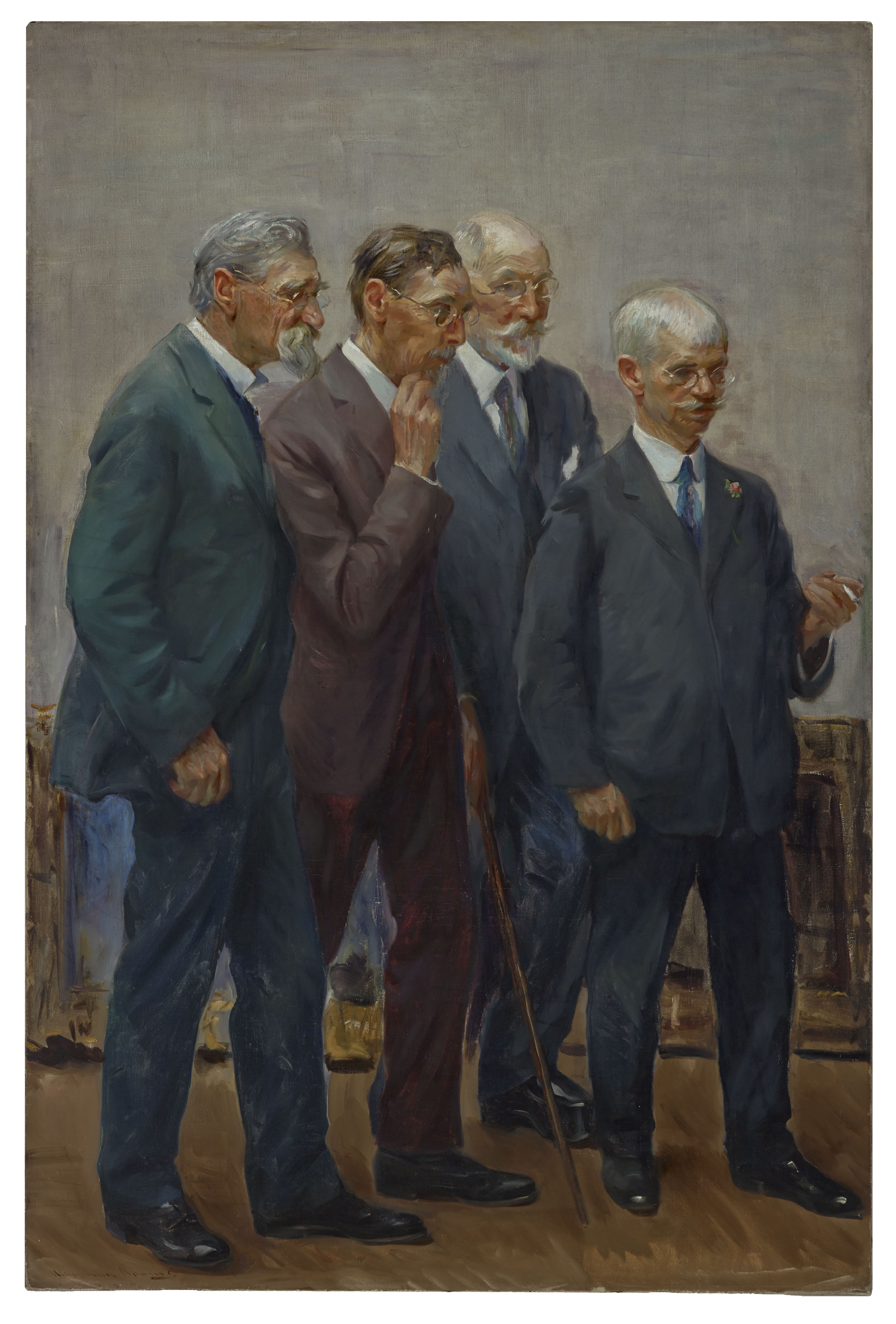
Четверо из пяти художников группы Hoosier Group (Стил − первый слева)

Первоначальную подготовку получил в институте Waveland Collegiate Institute города Waveland. В шестнадцать лет он продолжил своё художественное образование колледже Asbury College (ныне университет DePauw University) в городе Гринкасл, Индиана. Также некоторое время обучался в Чикаго, Иллинойс, и Цинциннати, Огайо; затем в 1873 году вернулся в Индианаполис, Индиана, и начал свою профессиональную деятельность художником-портретистом.
Своё художественное образование продолжал в Европе, куда отправился в 1880 году вместе с семьёй. Обучался в Германии в Мюнхенской академии художеств, в свободное время изучал картины старых мастеров в Старой мюнхенской Пинакотеке. Вернулся в США в 1885 году. Далее последовала богатая творческая деятельность Теодора Стила, преимущественно в штате Индиана.
В декабре 1925 года у Стила случился сердечный приступ. Хотя он оправился и продолжал писать картины, в следующем году заболел и умер 24 июля 1926 года в округе Браун (Индиана). Похоронен на кладбище TC Steele Memorial Cemetery города Бельмонт, штат Индиана.

## Личная жизнь
В 1870 году Теодор Стил женился на Мэри Элизабет Лакин (англ. Mary Elizabeth Lakin; 1850—1899). У них родился сын Рембрандт (англ. Rembrandt Theodore Steele; 1870—1965), дочь Маргарет (род. 1872) и еще один сын — Ширли (род .1879).
После смерти первой жены, в августе 1907 года, Стил женился на Сельме Нойбахер (англ. Selma Neubacher; 1872—1945). Детей у них не было.

## Труды
Работы Теодора Стила были представлены на ряде престижных выставок, в том числе на Всемирной выставке (1893) в Чикаго, Иллинойс; на выставке группы Five Hoosier Painte (1894, Чикаго); на выставке Louisiana Purchase Exposition (1904, Сент-Луис); на международной выставке International Exhibit of Fine Arts (1910, Буэнос-Айрес и Сантьяго); на Панамо-Тихоокеанской международной выставке (1915, Сан-Франциско, Калифорния).
Его произведения находятся в собраниях частных лиц и многих музеев, среди которых Государственный музей Индианы, Художественный музей Индианаполиса, Los Angeles County Museum of Art, Художественный музей Индианского университета и другие.

Некоторые работы
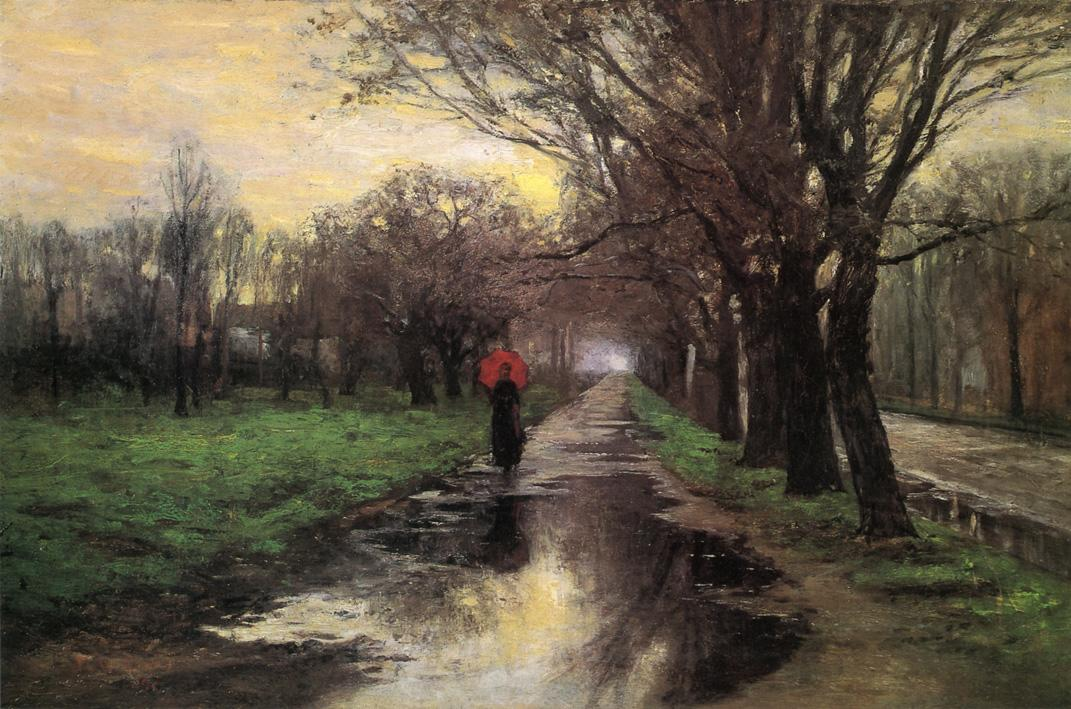
1887 год
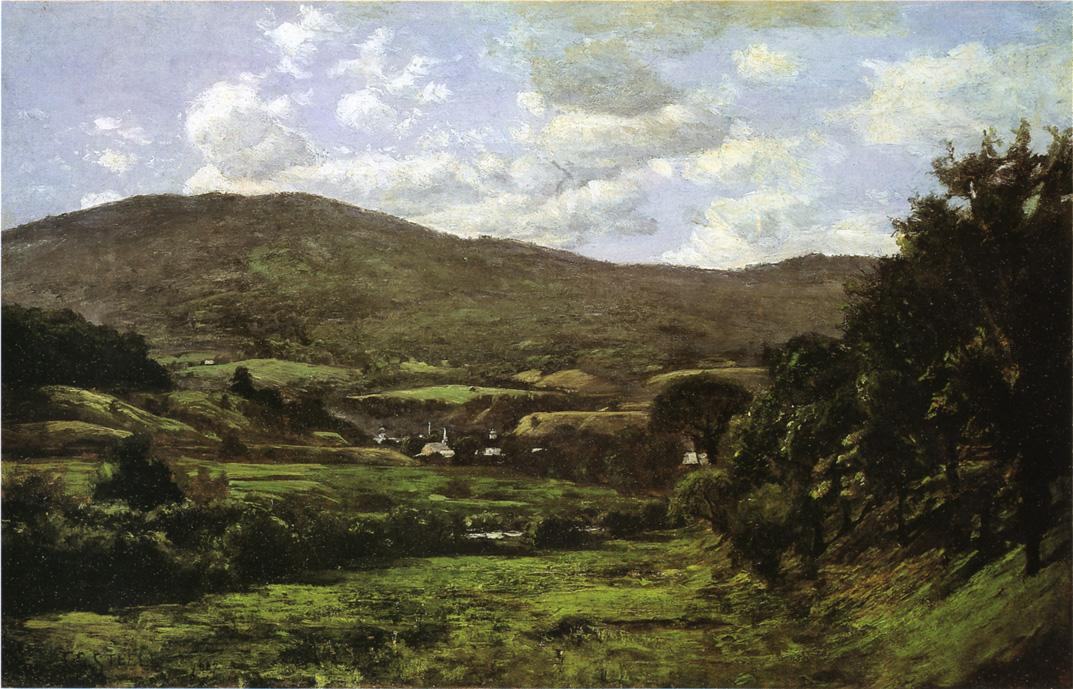
1887 год
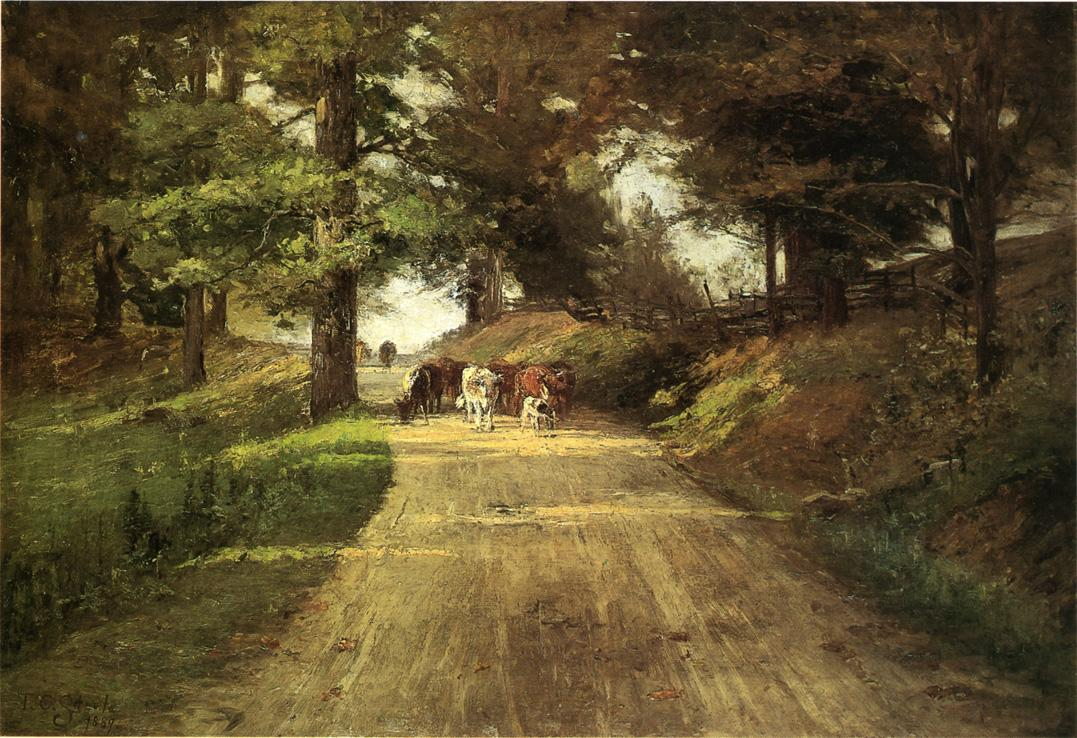
1889 год
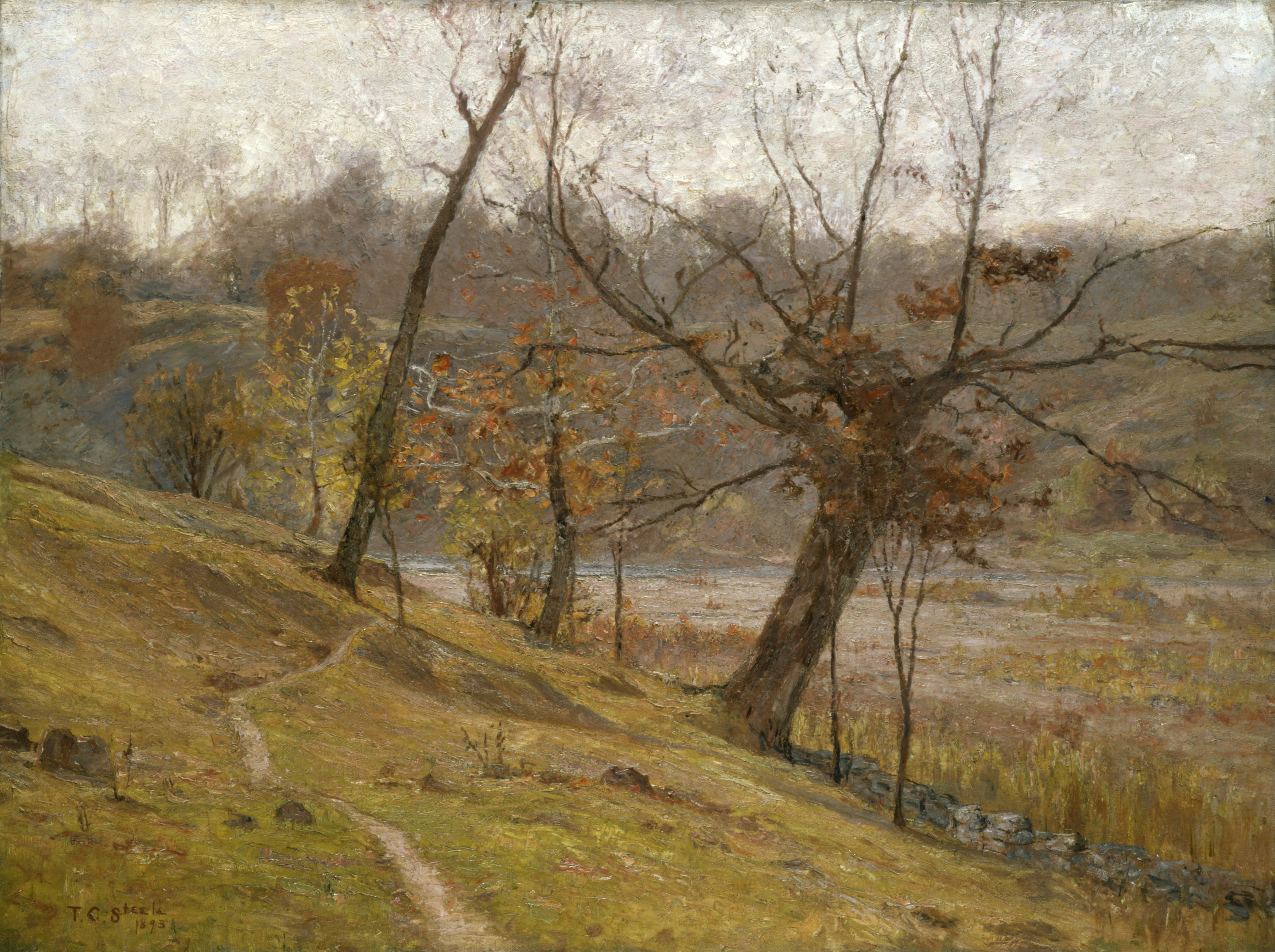
1893 год